# Toronto City
Toronto City was een Canadese voetbalclub uit Toronto, Ontario.
De club werd opgericht in 1961 en ging spelen in de nieuw opgerichte competitie van de Eastern Canada Professional Soccer League (ECPSL). In 1964 werd de club kampioen van de ECPSL. In januari 1966 trok voorzitter Stavro de club terug uit de ECPSL en ging in 1967 deelnemen aan de United Soccer Association waarin het Schotse Hibernian FC de club vertegenwoordigde. Deze competitie fuseerde na één seizoen met de National Professional Soccer League tot de North American Soccer League waarin de plek van Toronto ingenomen werd door voormalig NPSL-deelnemer Toronto Falcons.

## Resultaten per seizoen
| Jaar | League | W  | V  | G | Ptn | Reg. Seizoen            | Playoffs                     |
| ---- | ------ | -- | -- | - | --- | ----------------------- | ---------------------------- |
| 1961 | ECPSL  | 11 | 10 | 3 | 25  | 1ste, league            | Uitgeschakeld in halvefinale |
| 1962 | ECPSL  | 8  | 9  | 7 | 38  | 2de, league             | Verliezend finalist          |
| 1963 | ECPSL  | 3  | 16 | 6 | 12  | Laatste (6de) in league | Niet gekwalificeerd          |
| 1964 | ECPSL  | 14 | 4  | 6 | 34  | 1ste in league          | Kampioen                     |
| 1965 | ECPSL  | 5  | 13 | 6 | 16  | Laatste (5de) in league | Niet gekwalificeerd          |
| 1967 | USA    | 4  | 3  | 5 | 13  | 3de, Eastern Division   | Niet gekwalificeerd          |